# Michał Jeliński
Michał Jeliński, född den 17 mars 1980 i Gorzów Wielkopolski i Polen, är en polsk roddare.
Han tog OS-guld i scullerfyra i samband med de olympiska roddtävlingarna 2008 i Peking.